# Неаполітанська Вікіпедія
Неаполітанська Вікіпедія (неап. Wikipedia napulitana) — розділ Вікіпедії неаполітанською мовою. Створена у 2006 році. Неаполітанська Вікіпедія станом на 27 березня 2025 року містить 14 896 статей, 32 078 зареєстрованих користувачів, 34 активних дописувачів, 3 адміністраторів
. Загальна кількість сторінок в неаполітанській Вікіпедії — 24 083, редагувань — 669 175, завантажених файлів — 287
. Глибина (рівень розвитку мовного розділу) неаполітанської Вікіпедії мала і становить 10.6 пунктів
. 

## Історія
- Жовтень 2005 — створена 100-та стаття[2].
- Жовтень 2005 — створена 1 000-на стаття[2].
- Червень 2006 — створена 10 000-на стаття[2].